# Neallogaster latifrons
Neallogaster latifrons är en trollsländeart som först beskrevs av Selys 1878.  Neallogaster latifrons ingår i släktet Neallogaster och familjen kungstrollsländor. IUCN kategoriserar arten globalt som livskraftig. Inga underarter finns listade i Catalogue of Life.